# Pieve di Sant'Andreino
La pieve di Sant'Andreino è un edificio sacro che si trova in località Le Cave a Rapolano Terme, poco fuori dalla frazione di Serre di Rapolano.

## Descrizione

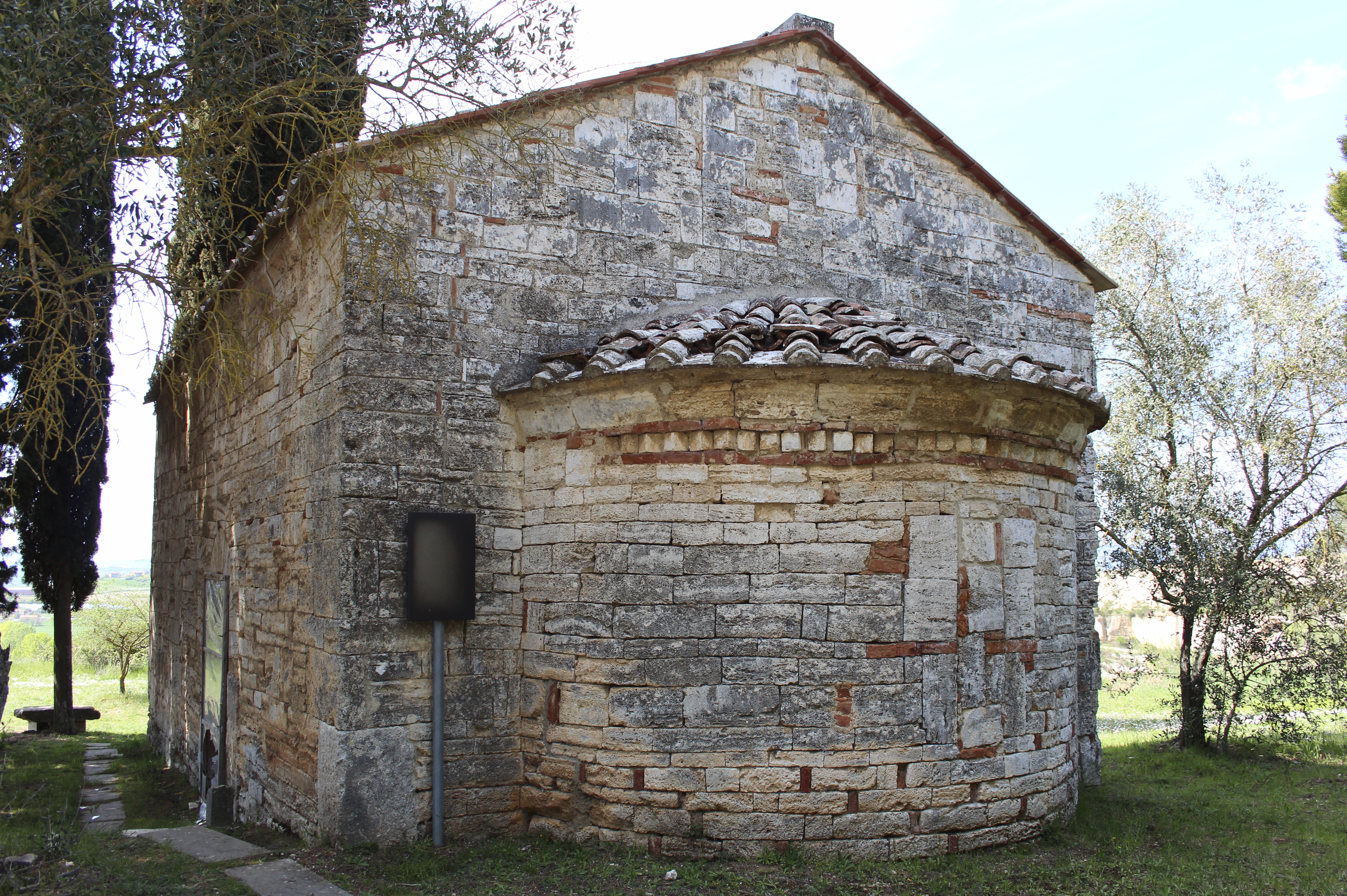
L'abside della chiesa

La chiesa è di costruzione romanica in travertino con abside semicircolare e portale con archivolto e cornice scolpita a motivi geometrici e con putti. Nell'abside su una pietra è incisa la data AD MCI, forse riferibile all'anno di fondazione. Dopo anni di abbandono è stata di recente restaurata. In origine era dedicata a Sant'Andrea, poi col tempo ha assunto il nome di Sant'Andreino per distinguerla dalla chiesa nel centro di eguale denominazione, demolita nel 1849 perché pericolante. Sull'unico altare era posto fino alla seconda metà dell'Ottocento il polittico frammentario di Paolo di Giovanni Fei con la Madonna col Bambino e i Santi Giovanni Battista, Andrea, Francesco e il profeta Daniele, ora nella Pinacoteca Nazionale di Siena.